# Prospero Rebiba
Prospero Rebiba (San Marco d'Alunzio, ... – Costantinopoli, 1593) è stato un patriarca cattolico italiano.

## Biografia
Lo storico gesuita Alessio Narbone attestò la sua «nascita d'illustre famiglia in s. Marco diocesi di Messina». Dopo aver studiato a Palermo, si trasferì a Roma dove conobbe il cardinale Gian Pietro Carafa, del quale fece le veci come arcivescovo di Napoli a partire dal 1549. Due anni dopo, Caraffa gli procurò da papa Giulio III la nomina a vescovo di Motula in Puglia. Divenuto papa col nome di Paolo IV, lo elevò a Governatore di Roma, nominandolo successivamente Cardinale col titolo di Santa Pudenziana e, nel 1556, Arcivescovo di Pisa, come attestato dalla Storia della Chiesa Pisana del padre Antonio Felice Mattei. Finita l'era di Paolo IV, la notte del 7 febbraio 1561, Pio IV fece arrestare il cardinale di Pisa Scipione, fra gli altri vertici degli inquisitori.
Il 19 giugno 1560, il cardinale Scipione Rebiba fu nominato "amministratore" di Lucera-Troia. Il 4 settembre 1560, Prospero Rebiba, suo famigliare, ricevette la nomina a vescovo di questa diocesi da papa Gregorio XIII.
Il 26 agosto 1573 papa Clemente VIII lo designò patriarca titolare di Costantinopoli, titolo che ricoprì fino alla morte, nel 1593.
Nominato vescovo di Catania dopo il 1595, morì prima di prendere possesso della diocesi, nella quale gli succedette il fratello Giandomenico Rebiba, l'anno seguente.
In qualità di vescovo, fu co-consacrante principale di:
- Pietro Giacomo Malombra, vescovo di Cariati e Cerenzia (1568);
- Ludovico de Torres, arcivescovo di Monreale (1573);
- Enrico Cini, vescovo di Alife (1586).